# Jochen Hecht
Jochen Hecht (* 21. června 1977 v Mannheimu, Německá spolková republika) je bývalý německý profesionální hokejový útočník, který se prosadil v NHL.

## Klubová kariéra
V německé lize hrál od roku 1994 za rodný Mannheim, s nímž získal v letech 1997 a 1998 dva tituly německého mistra. V následující sezóně poprvé nastoupil v NHL za St. Louis Blues, kterými byl v roce 1995 draftován. V první sezóně však nastoupil jen ke třem utkáním a zbytek odehrál na farmě Worcester IceCats v AHL. Pravidelně začal v NHL nastupovat v sezóně 1999/2000. V St. Louis odehrál odehrál další dva ročníky, poté jeden v Edmonton Oilers a od roku 2002 dosud je hráčem Buffalo Sabres. V sezóně 2007/2008 byl praktikován systém rotace kapitánů po měsíci, Hecht působil jako kapitán v říjnu a únoru. V NHL odehrál do konce sezóny 2009/2010 celkem 697 utkání s bilancí 165 gólů a 412 kanadských bodů. Po návratu ze zámoří po sezóně 2012/13 odehrál poslední tři sezóny kariéry za Manheim.

## Klubové statistiky
| Sezona                 | Klub              | Soutěž     | Základní část | Základní část | Základní část | Základní část | Základní část | Play off | Play off | Play off | Play off | Play off |
| Sezona                 | Klub              | Soutěž     | Z             | G             | A             | B             | TM            | Z        | G        | A        | B        | TM       |
| ---------------------- | ----------------- | ---------- | ------------- | ------------- | ------------- | ------------- | ------------- | -------- | -------- | -------- | -------- | -------- |
| 1994–95                | Adler Mannheim    | DEL        | 43            | 11            | 12            | 23            | 68            | 10       | 7        | 2        | 9        | 0        |
| 1995–96                | Adler Mannheim    | DEL        | 44            | 12            | 16            | 28            | 68            | 8        | 3        | 2        | 5        | 6        |
| 1996–97                | Adler Mannheim    | DEL        | 46            | 21            | 21            | 42            | 36            | 9        | 3        | 3        | 6        | 4        |
| 1997–98                | Adler Mannheim    | DEL        | 44            | 7             | 19            | 26            | 42            | 10       | 1        | 1        | 2        | 14       |
| 1998–99                | St. Louis Blues   | NHL        | 3             | 0             | 0             | 0             | 0             | 5        | 2        | 0        | 2        | 0        |
|                        | Worcester IceCats | AHL        | 74            | 21            | 35            | 56            | 48            | 4        | 1        | 1        | 2        | 2        |
| 1999–00                | St. Louis Blues   | NHL        | 63            | 13            | 21            | 34            | 28            | 7        | 4        | 6        | 10       | 2        |
| 2000–01                | St. Louis Blues   | NHL        | 72            | 19            | 25            | 44            | 48            | 15       | 2        | 4        | 6        | 4        |
| 2001–02                | Edmonton Oilers   | NHL        | 82            | 16            | 24            | 40            | 60            | –        | –        | –        | –        | –        |
| 2002–03                | Buffalo Sabres    | NHL        | 49            | 10            | 16            | 26            | 30            | –        | –        | –        | –        | –        |
| 2003–04                | Buffalo Sabres    | NHL        | 64            | 15            | 37            | 52            | 49            | –        | –        | –        | –        | –        |
| 2004–05                | Adler Mannheim    | DEL        | 48            | 16            | 34            | 50            | 151           | 14       | 10       | 10       | 20       | 14       |
| 2005–06                | Buffalo Sabres    | NHL        | 64            | 18            | 24            | 42            | 34            | 15       | 2        | 6        | 8        | 8        |
| 2006–07                | Buffalo Sabres    | NHL        | 76            | 19            | 37            | 56            | 39            | 16       | 4        | 1        | 5        | 10       |
| 2007–08                | Buffalo Sabres    | NHL        | 75            | 22            | 27            | 49            | 38            | –        | –        | –        | –        | –        |
| 2008–09                | Buffalo Sabres    | NHL        | 70            | 12            | 15            | 27            | 33            | –        | –        | –        | –        | –        |
| 2009–10                | Buffalo Sabres    | NHL        | 79            | 21            | 21            | 42            | 35            | –        | –        | –        | –        | –        |
| 2010–11                | Buffalo Sabres    | NHL        | 67            | 12            | 17            | 29            | 40            | 1        | 0        | 1        | 1        | 0        |
| 2011‑12                | Buffalo Sabres    | NHL        | 22            | 4             | 4             | 8             | 6             | –        | –        | –        | –        | –        |
| 2012‑13                | Buffalo Sabres    | NHL        | 47            | 5             | 9             | 14            | 18            | –        | –        | –        | –        | –        |
| 2012‑13                | Adler Mannheim    | DEL        | 6             | 5             | 8             | 13            | 8             | –        | –        | –        | –        | –        |
| 2013‑14                | Adler Mannheim    | DEL        | 49            | 15            | 21            | 36            | 62            | 5        | 0        | 1        | 1        | 4        |
| 2014‑15                | Adler Mannheim    | DEL        | 35            | 11            | 9             | 20            | 44            | 15       | 3        | 12       | 15       | 14       |
| 2015‑16                | Adler Mannheim    | DEL        | 40            | 6             | 19            | 25            | 108           | 3        | 1        | 0        | 1        | 8        |
| DEL celkem             | DEL celkem        | DEL celkem | 225           | 67            | 102           | 169           | 365           | 51       | 22       | 20       | 42       | 50       |
| AHL celkem             | AHL celkem        | AHL celkem | 74            | 21            | 35            | 56            | 48            | 4        | 1        | 1        | 2        | 2        |
| NHL celkem             | NHL celkem        | NHL celkem | 833           | 186           | 277           | 463           | 458           | 59       | 14       | 18       | 32       | 24       |
| Konec hokejové kariéry |                   |            |               |               |               |               |               |          |          |          |          |          |

## Reprezentační kariéra
Za Německo hrál na Zimních olympijských hrách 1998, 2002 a 2010, nominován byl i na olympiádu v roce 2006, ale zranění, které utrpěl krátce před turnajem, mu zabránilo startovat. Startoval na šesti Mistrovstvích světa v ledním hokeji (v letech 1996, 1997, 1998, 2004, 2005 a 2009) a na dvou turnajích Světového poháru (v letech 1996 a 2004).

### Reprezentační statistiky
| 1994                  | Německo 18            | MEJ 1994              | 5  | 6  | 2  | 8  | 18 |
| 1994                  | Německo 20            | MSJ 1994              | 7  | 0  | 0  | 0  | 4  |
| 1995                  | Německo 18            | MEJ 1995              | 5  | 3  | 3  | 6  | 18 |
| 1995                  | Německo 20            | MSJ 1995              | 7  | 5  | 3  | 8  | 18 |
| 1996                  | Německo 20            | MSJ 1996              | 6  | 1  | 4  | 5  | 18 |
| 1996                  | Německo               | MS 1996               | 6  | 1  | 2  | 3  | 8  |
| 1996                  | Německo               | SP 1996               | 4  | 1  | 0  | 1  | 2  |
| 1997                  | Německo 20            | MSJ 1997              | 6  | 0  | 2  | 2  | 4  |
| 1997                  | Německo               | MS 1997               | 8  | 2  | 0  | 2  | 6  |
| 1998                  | Německo               | ZOH 1998              | 4  | 1  | 0  | 1  | 6  |
| 1998                  | Německo               | MS 1998               | 6  | 1  | 1  | 2  | 2  |
| 2002                  | Německo               | ZOH 2002              | 4  | 1  | 1  | 2  | 2  |
| 2004                  | Německo               | MS 2004               | 6  | 3  | 0  | 3  | 4  |
| 2004                  | Německo               | SP 2004               | 4  | 1  | 0  | 1  | 2  |
| 2005                  | Německo               | MS 2005               | 6  | 3  | 1  | 4  | 6  |
| 2006                  | Německo               | ZOH 2006              | –  | –  | –  | –  | –  |
| 2009                  | Německo               | MS 2009               | 6  | 1  | 0  | 1  | 4  |
| 2010                  | Německo               | ZOH 2010              | 4  | 0  | 1  | 1  | 2  |
| Juniorské týmy celkem | Juniorské týmy celkem | Juniorské týmy celkem | 36 | 15 | 14 | 29 | 80 |
| Seniorské týmy celkem | Seniorské týmy celkem | Seniorské týmy celkem | 58 | 15 | 6  | 21 | 44 |

MSJ - Mistrovství světa juniorů do 20 let 

MEJ - Mistrovství Evropy juniorů do 18 let 

MS - Mistrovství světa 

SP - Světový pohár 

ZOH - Zimní olympijské hry 